# Luigi Santucci (militare)
Luigi Santucci (Castel del Piano, 21 aprile 1895 – Amba Tzelleré, 22 dicembre 1935) è stato un militare italiano, insignito della medaglia d'oro al valor militare alla memoria nel corso della guerra d'Etiopia.

## Biografia
Nacque a Castel del Piano, provincia di Grosseto, il 21 aprile 1895. Arruolato nel Regio Esercito per svolgere il servizio militare nel gennaio 1915, dopo l'entrata in guerra del Regno d'Italia, avvenuta il 24 maggio dello stesso anno, frequentò un corso per allievi ufficiali presso il 52º Reggimento fanteria in zona di operazioni. Nell’agosto 1916 fu nominato sottotenente di complemento ed assegnato al 51º Reggimento fanteria. Con la Brigata Alpi partecipò, in Francia, alle operazioni di guerra sul fronte occidentale rimanendo ferito a Bligny e venendo insignito della Croix de guerre francese con palme. Nel settembre 1934 fu trasferito nel Regio corpo truppe coloniali d'Eritrea ed assegnato al IV Battaglione indigeno "Toselli", di cui assunse il comando della 2ª Compagnia. Dopo lo scoppio della guerra d'Etiopia partecipò alle operazioni belliche, e cadde in combattimento sull'Amba Tzelleré il 22 dicembre 1935. Fu decorato con la medaglia d'oro al valor militare alla memoria.

### Fonti
1. 1 2 3 4 5  Combattenti Liberazione.
2. 1 2 3  Gruppo Medaglie d'Oro al Valor Militare 1965, p. 133.
3. ↑   Medaglia d'oro al valor militare Santucci, Luigi, su quirinale.it, Quirinale. URL consultato l'11 luglio 2021.